# Eucratopsinae
De Eucratopsinae zijn een onderfamilie van krabben (Brachyura) uit de familie Panopeidae.

## Geslachten
De Eucratopsinae omvatten de volgende geslachten:
- Balcacarcinus  †  Karasawa & Schweitzer, 2006
- Bittnereus  †  Beschin, Busulini, De Angeli & Tessier, 2007
- Carinocarcinus  †  Lőrenthey, 1898a
- Chasmophora  Rathbun, 1914
- Cycloplax  Guinot, 1969a
- Cyrtoplax  Rathbun, 1914
- Eucratopsis  Smith, 1869
- Glyphithyreus  †  Reuss, 1859
- Glyptoplax  Smith, 1870
- Homoioplax  Rathbun, 1914
- Malacoplax  Guinot, 1969
- Odontoplax  Garth, 1986
- Palaeograpsus  †  Bittner, 1875
- Panoplax  Stimpson, 1871
- Prionoplax  H. Milne Edwards, 1852
- Robertsella  Guinot, 1969
- Tetraplax  Rathbun, 1901
- Thalassoplax  Guinot, 1969